# Al rojo vivo (Telemundo)
Al rojo vivo es un programa de televisión periodístico de la cadena televisiva Telemundo, de formato misceláneo. Su conductora fue la periodista María Celeste Arrarás, más conocida como María Celeste. Sustituida en ocasiones por Rodner Figueroa y Jessica Carrillo. Consiste en una variedad de informaciones que se presenta como noticias extras a nivel internacional, del espectáculo, deportes, notas curiosas, entre otras. 
El programa se estrenó el 29 de abril de 2002 sustituyendo al programa Ocurrió Así que finalizó su emisión el 26 de abril de 2002, cuando María Celeste se trasladó a este medio después de haber trabajado en el programa competidor del género y el horario Primer Impacto de la cadena Univisión.
Además para más información, tiene un equipo de corresponsales en otros países que pertenecen a la cadena Telemundo, donde le ayudan a dar más informaciones de lo ocurrido. El programa cuenta con reporteros especializados en diferentes temas, entre los que se encuentran: moda a cargo del fashionista Quique Usales, música por Azucena Cierco y notas de interés humano por Sofia Lachapelle.